# Кнорринг, Карл Богданович
Карл Богданович Кнорринг (12 августа 1774 — 17 марта 1817) — российский командир эпохи наполеоновских войн, генерал-майор Русской императорской армии.

## Биография
Карл Кнорринг родился 12 августа 1774 года в дворянской семье.
В службу вступил в 1787 году вахмистром в конную гвардию; в 1796 году перешел капитаном в Ольвиопольский гусарский полк. 
В 1801 году в чине подполковника назначен состоять инспекторским адъютантом, при генерале от кавалерии Апраксине, а в 1805 году — при генерале И. И. Михельсоне.

В 1806 году Карл Богданович Кнорринг был назначен командиром Татарского конного (с ноября 1807 года уланского) полка, с которым принял участие в войне с французами, отличился в сражении при Пултуске; 8 января 1807 года награждён орденом Святого Георгия 4-го степени № 697 
В воздаяние отличного мужества и храбрости, оказанных в сражении 14 декабря при Пултуске, где с командуемым конно-Татарским полком неоднократно атаковал неприятельский фронт и, опрокинув оный, преследовал его.
 Лихим налетом взял гг. Алленштейн и Бергфриде и сражался под Гейльсбергом.
В 1809 году участвовал в походе русских войск в Галицию и занял Лемберг (Львов). Произведенный в 1807 году в полковники, а в 1812 году назначенный шефом Татарского уланского полка, Кнорринг во время Отечественной войны «возложенные на него экспедиции к городу Белостоку выполнил, как искусный и предприимчивый партизан, разбив у Городечны деташемент французского генерала Фериера», за что произведён в генерал-майоры.
11 ноября 1813 удостоен ордена Святого Георгия 3-го класса № 344 
В награду за отличное мужество и храбрость, оказанныя в сражении против французских войск 17 августа при Кульме.
 В этом бою был тяжело ранен.
Карл Богданович Кнорринг умер в 1817 году.

## Брак и дети
Был женат на Александре Дмитриевне Нарышкиной, дочери Дмитрия Нарышкина и княжны Прасковьи Долгоруковой.
В браке родилось шесть детей:
- Прасковья Карловна (Вильгельмина) фон Кнорринг (1803–1855)
- Иван Карлович (Иоганн) фон Кнорринг (1804–1861) - пошёл по стопам отца и служил в кавалерии. Получив в наследство имения, он в чине ротмистра вышел в отставку и занялся сельским хозяйством. 17 января 1832 года женился на правнучке графа Григория Орлова, внучке Ф.Ф. Буксгевдена графине Елизавете Александровне Буксгевден (1812-1873), 8 детей.
- Иоганна фон Кнорринг (?-?)
- Софья фон Кнорринг (1806-1849) - замужем за Михаилом Николаевичем Чириковым, 3 детей
- Наталия фон Кнорринг (1808-1850) - вышла замуж за своего двоюродного брата Рейнхольда Гвидо фон Липхарта, постоянно посещала и следила за могилой своего отца, 2 дочери.
- Элизабет фон Кнорринг (1811-1864)- вышла замуж за Петра Федоровича Рибаса (1785-1860), 4 детей.